# Silfiac
Silfiac is een gemeente in het Franse departement Morbihan (regio Bretagne) en telt 449 inwoners (2005). De plaats maakt deel uit van het arrondissement Pontivy.

## Geografie
De oppervlakte van Silfiac bedraagt 23,0 km², de bevolkingsdichtheid is 19,5 inwoners per km².
De onderstaande kaart toont de ligging van Silfiac met de belangrijkste infrastructuur en aangrenzende gemeenten.

## Demografie
Onderstaande figuur toont het verloop van het inwonertal (bron: INSEE-tellingen).

1. ↑  Populations de référence 2022.